# معهد الفيلم الأمريكي
معهد الفيلم الأمريكي (AFI) منظمة لاربحية مستقلة أسّست من قبل الهبة الوطنية للفنون عام 1967، وفي عام 1987 انطلق مهرجان معهد الفيلم الأمريكي لتوزيع الجوائز السينمائية. ومن أهم نشاطاته مبادرته لمنح جوائز وتصنيف ماضي السينما الأمريكية عبر 100 عام مضت. وقد خصصت كل سنة لاحتفال مخصص إما
للنجوم أو الأفلام أو تخصصات الأفلام كما هو مبين في الجدول المرفق. وأدرجت هذه النشاطات تحت عنوان سلسلة 100 عام لمعهد الفيلم الأمريكي.

## وصلات خارجية
- الموقع الرسمي للمعهد